# 4 Maggio (marcia)
4 maggio è la marcia militare d'ordinanza dell'Esercito Italiano.
Fu composta dal maestro tenente colonnello Fulvio Creux, già direttore della Banda musicale dell'Esercito Italiano, su richiesta del generale Giulio Fraticelli, Capo di stato maggiore dell'Esercito italiano tra il 2003 e il 2005.
Il brano è rappresentativo di tutto l'Esercito e ricorda nel titolo il 4 maggio 1861, giorno in cui fu soppressa l'Armata Sarda e sancita la nascita dell'Esercito Italiano.
Secondo lo stesso autore, 
Quando la ascoltò il Capo di Stato Maggiore dell’Esercito la volle subito come Marcia d’Ordinanza; il titolo fa riferimento al 4 Maggio, data in cui nel 1861 fu fondato l’Esercito Italiano. Come tale fu presentata la prima volta il 29 aprile 2004 alla presenza del Presidente della Repubblica, Carlo Azeglio Ciampi, che ne siglò l'avallo definitivo.»
Esiste una registrazione su supporto digitale dal titolo Cinecittà (Scomegna Edizioni Musicali).